# Our Coast Defenders
Our Coast Defenders è un cortometraggio muto del 1913. Il nome del regista non viene riportato nei credit del film, un documentario prodotto dalla Vitagraph.

## Produzione
Il film fu prodotto dalla Vitagraph Company of America e venne girato nello stato di New York, nella contea di Suffolk, a Fort Michie, nella Great Gull Island.

## Distribuzione
Distribuito dalla General Film Company, il documentario - un breve cortometraggio di 75 metri - uscì nelle sale cinematografiche statunitensi il 3 aprile 1913. Nelle proiezioni, veniva programmato con il sistema dello split reel, accorpato in un'unica bobina con un altro cortometraggio prodotto dalla Vitagraph, la commedia The Midget's Romance.